# Banský Studenec
Banský Studenec és un poble i municipi d'Eslovàquia que es troba a la regió de Banská Bystrica.

## Història
La primera menció escrita de la vila es remunta al 1266.

## Demografia
| Godina             | 1994 | 2004   | 2014   | 2024   |
| ------------------ | ---- | ------ | ------ | ------ |
| Nombre de persones | 465  | 469    | 463    | 461    |
| Diferència         |      | +0,86% | −1,27% | −0,43% |

| Godina             | 2023 | 2024 |
| ------------------ | ---- | ---- |
| Nombre de persones | 461  | 461  |
| Diferència         |      | +0%  |